# Антоновка (Луцкая городская община)
Анто́новка (укр. Антонівка) — село в Луцкой городской общине Луцкого района Волынской области Украины. Возле села берёт начало речка Омеляник, которая в Луцке впадает в реку Стыр.
Код КОАТУУ — 0722881802. Население по переписи 2001 года составляет 274 человека. Почтовый индекс — 45623. Телефонный код — 332. Занимает площадь 1,4 км².